# 维托·德拉奎拉
维托·德拉奎拉（義大利語：Vito Dell'Aquila，2000年11月3日—）来自于梅萨涅，是一名意大利男子跆拳道运动员。受爱好武术的父亲之影响，他在2008年9月被父亲送至训练场，开始接触跆拳道。2009年2月，他首次参加国际跆拳道比赛。维托的弟弟同样从事跆拳道运动。